# Esperanza (Uruguai)
Esperanza é uma localidade uruguaia  que faz parte do município de Porvenir, no departamento de Paysandú, a 15km de distância da capital Paysandú, próxima ao Arroyo Sacra..

## Toponímia
A localidade possui este nome pois foi fundada como "Colonia Parada Esperanza" 

## População
Segundo o censo de 2011 a localidade contava com uma população de 340 habitantes.
| Variação demográfica do município entre 1963 e 2011 |
|                                                     |

## Autoridades
A localidade é subordinada ao município de Porvenir.

## Esportes
A cidade de Esperanza possui um clube que joga na Liga de Fútbol de Paysandú (afiliada à OFI): o Esperanza Fútbol Club e o Club Atlético Boston River. 

## Religião
A localidade possui uma capela "São José", subordinada à paróquia "São Bendito e Nossa Senhora do Rosário" (cidade de Paysandú), pertencente à Diocese de Salto)

## Transporte
A localidade possui a seguinte rodovia:
- Ruta 90, que liga Paysandú a cidade de Guichón. [9][10][11]